# Pla Quinquennal
Els plans quinquennals per a l'economia nacional de l'URSS o Piatiletkas (пятилетка) van ser una sèrie de projectes nacionals centralitzats en el ràpid desenvolupament econòmic de la Unió Soviètica. Els projectes van ser desenvolupats pel Gosplan basant-se en "la Teoria de les forces productives" que era part de les directrius generals del Partit Comunista per al desenvolupament econòmic. La realització del pla arribà a ser la insígnia de la burocràcia soviètica. (Veure Economia de l'URSS). Aquests plans consistien en la planificació de l'economia cada cinc anys. Diversos plans quinquennals no es van dur a terme completament en el període assignats per a ells (uns satisfactòriament van ser completats abans d'allò que s'ha esperat, mentre que altres van fracassar i van ser abandonats). Els plans quinquennals inicials van ser creats per a ajudar en la ràpida industrialització de la Unió Soviètica, per tant es van concentrar els esforços en la indústria pesant. En total, hi havia 13 projectes de cinc anys. El primer va ser acceptat el 1928, per al quinquenni de 1929 a 1933, i completat un any abans del que s'havia previst. L'últim pla quinquennal, el tretzè, va ser durant el període des de 1991 fins a 1995 i no va ser completat, a causa de la dissolució de la Unió Soviètica el 1991.Des de 1922 fins al 1945 es van decretar tres plans:1922-1932, 1933-1937 i 1938-1941. Aquest últim es va veure interromput per la invasió alemanya, però després de la Segona Guerra Mundial (1939-1945) es van tornar a elaborar.

## El primer pla quinquennal
L'objectiu del primer pla quinquennal (1928-1932) era aixecar la indústria pesant de l'URSS sense recórrer a l'ajuda dels països estrangers. Però l'URSS continuava sent un país agrari, pel que s'havia de realitzar abans una important reforma agrària. La col·lectivització de la terra, preveia la formació de granges col·lectives que es considerarien propietat dels camperols. La col·lectivització va provocar conflictes entre l'estat i els camperols propietaris especialment, propietaris mitjans (kulaks), però al final l'estat es va imposar mitjançant la violència. Milers de kulaks varen ser assassinats o van ser deportats a camps de treball. Malgrat tot l'agricultura va ser durant molt temps el sector més dèbil de l'economia soviètica. Paral·lelament a la col·lectivització de la terra, hi va haver un ràpid procés d'industrialització, previst també en el pla.

## El segon pla quinquennal
El segon plan va fer èmfasi en l'autosuficiència, especialment de la indústria pesant, fonamental per a la producció bèl·lica. El creixement industrial durant els primers deu anys de la planificació, va ser espectacular: la producció de ferro i acer es va multiplicar per quatre i la del carbó per tres i mig. Aquest desenvolupament en la indústria base, va permetre la conversió de l'URSS en una potència militar, que es va fer amb el sacrifici de la indústria de béns d'ús i consum, cosa que va afectar el nivell i la qualitat de vida de la població.

## Els plans quinquennals i la planificació en altres països
El mateix mètode de planificació també va ser adoptat per la major part dels altres estats comunistes, incloent el govern prosoviètic de l'Índia i el de la República Popular de la Xina en el període comprés entre 1950-60. A més, diversos estats capitalistes han emulat el concepte d'una planificació central, encara que en un context d'una economia de mercat, proposant objectius econòmics integrats durant un període finit. Així podem trobar "Projectes a set anys" i "Projectes a dotze anys".